# Чакмултун
Чакмултун (Chacmultún) са руини на древен град на маите. Намират се в мексиканския щат Юкатан на около 7 km югозападно от съвременния град Текаш (Tekax). Сградите са построени в архитектурния стил Пуук (стил в архитектурата на древните маи, кръстен на хълмовете в Северен Юкатан). Руините са кръстени с името на близко селище (оригиналното име на древния град дадено му от маите не е известно). До днешно време са се съхранили четири групи от сгради, които са отдалечени една от друга:
- Централна група; до нея е
- Групата Чакмултун;
- на юг от нея е група Кабалпак;
- и на изток разположена върху хълм се намира група Шет Пуул.

Първият съвременен изследовател на руините е германският пътешественик Теоберт Малер, който снима и прави описание на сградите. От 2000 г. насам на мястото се извършват множество разкопки, главно на централната група сгради.

## Галерия
- Група Чакмултун, сграда 1
- Група Чакмултун, сграда 1, детайли от фасадата
- Група Чакмултун, сграда 2
- Игрище за игри с топка
- Сграда от група Шет Пуул